# Láng Dài
Láng Dài là một xã thuộc huyện Long Đất, tỉnh Bà Rịa – Vũng Tàu, Việt Nam.

## Địa lý
Xã Láng Dài có vị trí địa lý:
- Phía đông giáp huyện Xuyên Mộc
- Phía tây giáp xã Long Tân và xã Phước Long Thọ
- Phía nam giáp xã Phước Hội
- Phía bắc giá huyện Châu Đức và huyện Xuyên Mộc.

Xã Láng Dài có diện tích 36,20 km², dân số năm 2017 là 6.300 người, mật độ dân số đạt 174 người/km².

## Hành chính
Xã Láng Dài được chia thành 4 ấp: Cây Cám, Gò Sâm, Láng Dài, Thanh An.

## Lịch sử
Sau năm 1975, Láng Dài là một xã thuộc huyện Long Đất.
Ngày 30 tháng 10 năm 1995, Chính phủ ban hành Nghị định số 71-CP về việc thành lập xã Lộc An trên cơ sở 461,7 ha diện tích tự nhiên và 1.461 người của xã Phước Hải; 1.181,8 ha diện tích tự nhiên và 512 người của xã Phước Long Hội; 176,7 ha diện tích tự nhiên của xã Láng Dài.
Sau khi điều chỉnh địa giới hành chính, xã Láng Dài còn lại 3.620 ha diện tích tự nhiên và 3.753 người.
Ngày 9 tháng 12 năm 2003, Chính phủ ban hành Nghị định số 152/2003/NĐ-CP về việc chia huyện Long Đất thành huyện Long Điền và huyện Đất Đỏ. Khi đó, xã Láng Dài thuộc huyện Đất Đỏ.
Ngày 24 tháng 10 năm 2024, Ủy ban Thường vụ Quốc hội ban hành Nghị quyết số 1256/NQ-UBTVQH15 về việc sắp xếp đơn vị hành chính cấp huyện, cấp xã của tỉnh Bà Rịa – Vũng Tàu giai đoạn 2023 – 2025 (nghị quyết có hiệu lực từ ngày 1 tháng 1 năm 2025). Theo đó, thành lập huyện Long Đất trên cơ sở huyện Long Điền và huyện Đất Đỏ. Khi đó, xã Láng Dài thuộc huyện Long Đất.